# Minotaur (2006)
Minotaur is een fantasy/horrorfilm uit 2006 van regisseur Jonathan English.

## Verhaal
In vroeger tijden werd de wereld geregeerd door een duister rijk vanuit een paleis op het eiland Kreta. De god die werd aanbeden was de Stier, ook wel de Minotaurus genoemd. De Minotaurus was geboren uit een paring tussen een koningin en een stier. Het monster huisde onder het paleis in het labyrint. Elk jaar moeten dorpeling acht jongeren offeren aan de Minotaurus.
Een van die dorpelingen is de schaapsherder Theo wiens vriendin Ffion ooit werd geofferd aan de stier. Zijn vader Cyrnan (Rutger Hauer) is het dorpshoofd. Het dorp moet nu acht jongeren leveren aan de stier, maar een groepje jongeren besluit zich hier niet bij neer te leggen. Intussen hoort Theo van een melaatse dat Ffion nog leeft, in het labyrint onder het paleis. Dit betekent dat hij de Minotaurus moet doden, wil hij haar ooit nog terugzien. De overige dorpelingen houden dit voor onmogelijk: de Minotaurus is een god en een god kun je niet doden.
Dan komen de schepen en halen de te offeren jongeren op, onder wie Theo.
Aangekomen in het paleis van de kwade heerser Deucalion en zijn zuster, koningin Raphaella, worden de jongeren in een kerker gegooid, in afwachting van hun gang naar het labyrint. Raphaella ziet wel iets in de knappe Theo en zij verklapt hem dat ze weet dat Ffion nog leeft. Theo wordt dan samen met de anderen in het labyrint neergelaten. Raphaella keert zich van haar broer af en voegt zich bij de groep die probeert te overleven in het gangenstelsel van het labyrint. Ze ontmoeten er Turag, een overlevende van de Minotaurus. Turag heeft een hanger van Ffion gevonden.
Inmiddels voegt ook Deucalion zich in het labyrint om zijn Raphaella weer terug te halen maar hij vlucht weer weg uit angst voor de Minotaurus.
Twee jongeren van de groep, Didi en Tyro, proberen uit de put omhoog te klimmen, maar Didi valt en wordt gegrepen door de Minotaurus. Een aantal anderen worden eveneens gedood door het monster.
Uiteindelijk zijn er maar een paar over, inclusief Raphaella en Theo. Theo steekt een geheimzinnig gas aan dat uit de rotsbodem omhoog komt. Een grote explosie volgt en de Minotaurus overleeft het ternauwernood. In een laatste krachtsinspanning probeert de Minotaurus Theo alsnog te spiezen op een van zijn hoorns, maar Theo doorboort de Minotaurus met een van zijn eigen afgebroken hoorns. Het groepje ontsnapt uit het labyrint. Deucalion leeft nog, maar Raphaella vermoordt haar eigen broer omwille van de gruwelijkheden die hij in zijn leven heeft begaan.

## Rolverdeling
| Acteur                 | Personage               |
| ---------------------- | ----------------------- |
| Tom Hardy              | Theo                    |
| Michelle Van Der Water | Koningin Raphaella      |
| Tony Todd              | Deucalion               |
| Lex Shrapnel           | Tyro                    |
| Jonathan Readwin       | Danu                    |
| Rutger Hauer           | Cyrnan                  |
| Maimie McCoy           | Morna                   |
| Lucy Brown             | Didi                    |
| James Bradshaw         | Ziko                    |
| Fiona Maclaine         | Vena                    |
| Claire Murphy          | Nan                     |
| Ingrid Pitt            | The Sybil               |
| Ciaran Murtagh         | Turag                   |
| Angela Furtado         | Raphaella's dienstmaagd |
| Donata Janietz         | Ffion                   |
| Shiva Gholamianzadeh   | Koningin                |
| Stefan Weinert         | Taran                   |
| Paul Jenkins           | Vader van Nan           |
| Eddy Klima             | Blinde oude man         |
| Suzy Westerby          | Stem oude Morna         |